# Havstjärnen (Grangärde socken, Dalarna)
Havstjärnen är en sjö i Ludvika kommun i Dalarna och ingår i Norrströms huvudavrinningsområde. Sjön har en area på 0,312 kvadratkilometer och ligger 183,8 meter över havet. Närmaste samhälle är Nyhammar.

## Delavrinningsområde
Havstjärnen ingår i det delavrinningsområde (668569-145411) som SMHI kallar för Mynnar i Bysjön. Medelhöjden är 212 meter över havet och ytan är 10,65 kvadratkilometer. Det finns inga avrinningsområden uppströms utan avrinningsområdet är högsta punkten. Abäcken som avvattnar avrinningsområdet har biflödesordning 5, vilket innebär att vattnet flödar genom totalt 5 vattendrag innan det når havet efter 282 kilometer. Avrinningsområdet består mestadels av skog (65 procent). Avrinningsområdet har 0,32 kvadratkilometer vattenytor vilket ger det en sjöprocent på 3 procent. Bebyggelsen i området täcker en yta av 1,3 kvadratkilometer eller 12 procent av avrinningsområdet.